# لامية الأفعال
لامية الأفعال متن في علم الصرف، نظمه ابن مالك صاحب الألفية.

## ناظمها
قام بنظمها العلامة أبو عبد الله محمد بن عبد الله بن مالك بن جمال الدين الطائي الأندلسي ولد سنة 600 هجري بالأندلس وتوفي في دمشق سنة 672 رحمه الله.

## شراحها
قام بشرحها مجموعة من العلماء من بينهم ابن الناظم بدر الدين محمد بن مالك وأيضا العلامة محمد علي آدم الاثيوبي.

## تقسيم متن اللامية
تقسم لامية الأفعال إلى 6 أبواب و7 فصول وهي كالتالي :
1. المقدمة
2. باب أبنية الفعل المجرد وتصاريفه
  - فصل في اتصال تاء الضمير أو نونه بالفعل
3. باب أبنية الفعل المزيد فيه
  - فصل في الفعل المضارع
  - فصل في فعل مالم يسم فاعله
  - فصل في فعل الأمر
4. باب أبنية أسماء الفاعلين والمفعولين
5. باب أبنية المصادر
  - فصل في مصادر مازاد على الثلاثة
6. باب المفعل والمفعل ومعانيهما
  - فصل في بناء المفعلة للدلالة على الكثرة
  - فصل في بناء الآلة.

## معلومات عامة
تعد منظومة لامية الأفعال من أهم المنظومات في علم الصرف، وقد كمل بها ابن مالك صاحب الألفية ألفيته، وذلك بتخصيص مباحث الصرف بهذه المنظومة.
وقد ركز فيها على صرف الأفعال، ولم يعتن كثيرا بمباحث تصريف الأسماء كما يظهر من اسمها.
وقد اشتهرت هذه المنظومة، وعني الناس بشرحها والتعليق عليها ,, ومن أهم شروحها شرح ابن الناظم وشرح بحرق اليمني الكبير، وله أيضا شرح صغير عليها، وشرح الصعيدي.
وللشناقطة عناية خاصة بهذه المنظومة، ولهم عليها الكثير من الشروح والحواشي والزيادات كنظم الحسن بن زين القناني الشنقيطي المعروف بطرة الحسن بن زين والذي زاد فيه على نظم ابن مالك ليشتمل على أمور لم يفصل فيها الأخير.
وتعد المنظومة تذكرة للمنتهي وتنبيهاً للمبتدئ في علم الصرف.